# 高橋隆一
高橋 隆一（たかはし りゅういち、1875年（明治8年）10月31日 - 1943年（昭和18年）2月7日）は日本の大地主、実業家、政治家。貴族院多額納税者議員。

## 経歴
島根県神門郡稗原村（簸川郡稗原村を経て現出雲市）で大地主・高橋守衛の長男として生まれる。松江修道館を修了した。1906年（明治39年）3月に家督を相続した。
1904年（明治37年）稗原三等郵便局を開設して同局長に就任。稗原村会議員、同村区会議員、同村農会長、同村学務委員、島根県地方森林会議員、簸川郡教育会長などを務めた。
実業界では、1906年、簸川銀行取締役に就任。その他、簸上鉄道取締役、出雲電気取締役社長、島根県農工銀行頭取などを務めた。
1918年（大正7年）貴族院多額納税者議員に互選され、同年9月29日から1925年（大正14年）9月28日まで在任した。在任中は同成会に所属した。
また、日本赤十字社に寄付を行うなど篤志者として知られた。

## 親族
- 妻 高橋フユ（1882年8月生）（7代遠藤嘉右衛門四女）[1][8]

## 栄典
- 1914年（大正3年）3月3日 - 紺綬褒章[9]
- 1939年（昭和14年） - 従七位[4]
- 没後 - 従六位、勲六等[4]